# (22868) Karst
(22868) Karst est un astéroïde de la ceinture principale d'astéroïdes.

## Description
(22868) Karst est un astéroïde de la ceinture principale d'astéroïdes. Il fut découvert le 9 septembre 1999 à Socorro (Nouveau-Mexique) par le projet LINEAR. Il présente une orbite caractérisée par un demi-grand axe de 2,80 UA, une excentricité de 0,13 et une inclinaison de 1,1° par rapport à l'écliptique.

## Compléments